# Taťána Šemjakinová
Taťána Alexandrovna Šemjakinová (rusky Татьяна Александровна Шемякина) (* 3. září 1987, Mordvinsko) je ruská atletka, která se věnuje sportovní chůzi.
V roce 2006 získala na juniorském mistrovství světa v Pekingu stříbrnou medaili v chůzi na 10 km. O rok později se stala v Debrecínu na dvojnásobné trati mistryní Evropy do 22 let. Na světovém šampionátu v Ósace 2007 vybojovala časem 1:30:42 stříbrnou medaili a nestačila jen na reprezentační kolegyni Olgu Kaniskinovou. V roce 2009 získala na mistrovství Evropy do 22 let v litevském Kaunasu bronzovou medaili. Na druhém místě zde skončila česká chodkyně Zuzana Schindlerová.

## Osobní rekordy
- 10 km chůze - (43:57 - 13. červenec 2007, Debrecín)
- 20 km chůze - (1:25:46 - 23. února 2008, Adler)